# Le Postillon de Lonjumeau
Le Postillon de Lonjumeau (título original en francés; en español, El postillón de Lonjumeau) es una opéra-comique en tres actos con música de Adolphe Adam y libreto en francés de 'Adolphe de Leuven' y 'Brunswick' (nombres de pluma de Adolphe von Ribbing y Léon Lévy). Se estrenó en el Teatro Nacional de la Opéra-Comique de París el 13 de octubre de 1836. 
La ópera se ha convertido en la más exitosa de las obras de Adam y aquella por la que él es más conocido fuera de su Francia natal. La ópera se conoce por la difícil aria 'Mes amis, écoutez l'histoire' que se ha considerado una auténtica prueba para los tenores debido a la exigente re4, al final del aria.

## Historia de las representaciones
La ópera se estrenó en la Opéra-Comique en la Salle de la Bourse en París el 13 de octubre de 1836. Le siguieron interpretaciones en Londres en el Teatro de St. James el 13 de marzo de 1837, y en Nueva Orleans en el Théâtre d'Orléans el 19 de abril de 1838. Se ha mantenido en el repertorio gracias a su versión alemana «Der Postillon von Longjumeau».
Recientes producciones de este título se han podido ver en la Staatsoper Unter den Linden de Berlín (desde el 4 de agosto de 2000) con dirección escénica de Alexander Schulin y musical de Sebastian Weigle, con Gert Henning-Jensen (Chapelou), Simone Nold (Madeleine), Hanno-Müller Brachmann (Biju), Klaus Häger (Corcy) y Bernd Zettisch (Bourdon) y en el Grand Théâtre de Dijon (desde el 30 de marzo de 2004) bajo la dirección musical de Philippe Cambreling y escénica de Patrick Abéjean con Bruno Comparetti (Chappelou / Saint-Phar), Isabelle Poulenard (Madeleine / Madame de Latour), Laurent Álvaro (le Marquis de Corcy), Jean Vendassi  (Biju / Alcindor), Michèle Dumont (Rose), y Matthieu Grenier (Bourdon). Esta última era una coproducción de Opéra Paris-Sud y Le Duo / Dijon. La Opéra-Comique de París estrenó un nuevo montaje el 30 de marzo de 2019 con dirección de escena de Michel Fau y dirección musical de Sébastien Rouland; el reparto lo integraban Michael Spyres, Florie Valiquette, Franck Leguérinel, Laurent Kubla, Michel Fau, Yannis Ezziadi y Julien Clément. Este montaje, coproducido con la Opéra de Rouen-Normandie, pudo verse en Ruan desde el 13 de diciembre de 2019.
Esta ópera rara vez se representa en la actualidad; en las estadísticas de Operabase no aparece entre las óperas representadas en el período 2005-2010.

## Relación con la zarzuelaEl postillón de La Rioja
En 1856 se representó por vez primera en el Teatro de la Zarzuela de Madrid El postillón de La Rioja, una zarzuela en tres actos de Cristóbal Oudrid con libreto de Luis de Olona que gozó de gran popularidad. Ya desde su estreno se relacionó la obra con Le Postillon de Lonjumeau diciendo que se trataba de una adaptación, idea errada que se difundió desde entonces en la bibliografía. Sin embargo, la única relación entre ambas obras músico-teatrales parece estar en el título; como explica Ramón Regidor Arribas, sus argumentos y partituras no guardan relación.

## Personajes
| Personaje                                      | Tesitura                          | Primer elenco, 13 de octubre de 1836 (Director musical: Henri Valentino) |
| ---------------------------------------------- | --------------------------------- | ------------------------------------------------------------------------ |
| Madeleine, esposa de Chapelou                  | soprano dramática de coloratura   | Geneviève-Aimé-Zoë Prévost                                               |
| Rose                                           | soprano lírico-ligera o soubrette | Roy                                                                      |
| Chapelou, un postillón                         | tenor                             | Jean-Baptiste Chollet                                                    |
| La Marquis de Corcy, jefe de la Ópera de París | barítono                          | Edmond-Jules Delaunay-Ricquier                                           |
| Bijou, amigo de Chapelou                       | barítono-bajo                     | Henry Deshaynes, 'Henri'                                                 |
| Bourdon                                        | bajo                              | Roy                                                                      |

## Sinopsis
Acto 1
El recién casado postillón, (Chapelou) y su esposa (Madeleine), dueña de una posada, para asegurarse de que su matrimonio será feliz, deciden consultar a un vidente, quien predice que las cosas no serán fáciles en su matrimonio pero no afirma exactamente qué ocurrirá ni cuándo. Al principio se preocupan, pero estos pensamientos se olvidan temporalmente cuando disfrutan de su noche de bodas. Varios días después, el Marquis de Corcy (quien también es el director del Teatro de ópera Real de París) llega a la posada que pertenece a Madeleine y en la que trabaja Chapelou. Se enamora inmediatamente de la esposa de Chapelou, pero no le dice nada. Entonces oye a su esposo cantar su canción "habitual" con otros huéspedes de la posada, y queda impresionado por su bella voz. Decide invitar al joven a que se una a la compañía del marqués, pero tienen que marcharse inmediatamente. Con excitación, Chapelou le pide a su amigo Bijou, que le diga a su esposa que se ha ido y que tiene cosas planeadas. Chapelou y el marqués entonces se marchan rápidamente a París, dejando a Madeleine conmocionada. 
Acto 2
Diez años después. Para entonces Madeleine ha heredado y se la conoce como Madame Latour, y Chapelou se ha convertido en una estrella en la Ópera de París. Después de una interpretación, el Marqués celebra una recepción a la que ha invitado a Madame Latour.  En cuanto se encuentran en la recepción, Chapelou se enamora de los encantos de Madame, sin reconocer a la esposa que dejó atrás. Le hace una proposición de matrimonio, ella acepta, y tiene lugar la boda. 
Acto 3
El Marqués ha ido a informar a la policía, denunciando este aparente acto de bigamia. En la noche de bodas, Madeleine aparece con sus antiguas ropas aldeanas y Chapelou la reconoce. Después se transforma delante de él en Madame Latour, la rica heredera. Ella revela su decepción al Marqués, en cuanto llega con la policía, y les explica su juego: la pareja se ha casado dos veces y jura desde ese día amarse como buena gente de pueblo. Esto induce una afectuosa respuesta del coro para proporcionar un feliz final.

## Grabaciones
- 17–25 de septiembre de 1985, Salle Garnier, Monte-Carlo: Thomas Fulton  dirigiendo la Orquesta Filarmónica de Montecarlo, con John Aler (Chapelou / Saint-Phar), François Le Roux (de Corcy), Jean-Philippe Lafont (Bijou / Alcindor), June Anderson (Madeleine / Madame de Latour), Daniel Ottewaere (Bourdon), Balvina de Courcelles (Rose). (EMI 557106-2)